# Дубовий гай (заповідне урочище)
Дубовий гай — один з об'єктів природно-заповідного фонду Луганської області, заповідне урочище місцевого значення.

## Розташування
Заповідне урочище розташоване південніше міста Кремінна в Кремінському районі Луганської області, на території Комсомольського лісництва державного підприємства «Кремінське лісомисливське господарство». Координати: 49° 00' 37" північної широти, 38° 11' 49" східної довготи.

## Історія
Заповідне урочище місцевого значення «Дубовий гай» оголошено рішенням виконкому Ворошиловградської обласної ради народних депутатів № 300 від 12 липня 1980 р. (в. ч.), № 247 від 28 червня 1984 р.

## Загальна характеристика
Заповідне урочище «Дубовий гай» загальною площею 5,0 га являє собою унікальну діброву природного походження віком близько 300 років на боровій терасі Сіверського Дінця. Середня висота дерев — до 25,0 м, середній діаметр стовбурів — 100,0-120,0 см.

## Рослинний світ
В урочищі зростає близько 200 видів рослин. У трав'яному покриві зустрічається рідкісна в Донбасі і в Луганській області зокрема північна лісова рослина — копитняк європейський.

## Тваринний світ
В урочищі мешкає значна кількість видів співочих птахів. Із ссавців тут зустрічається куниця лісова.

## Галерея

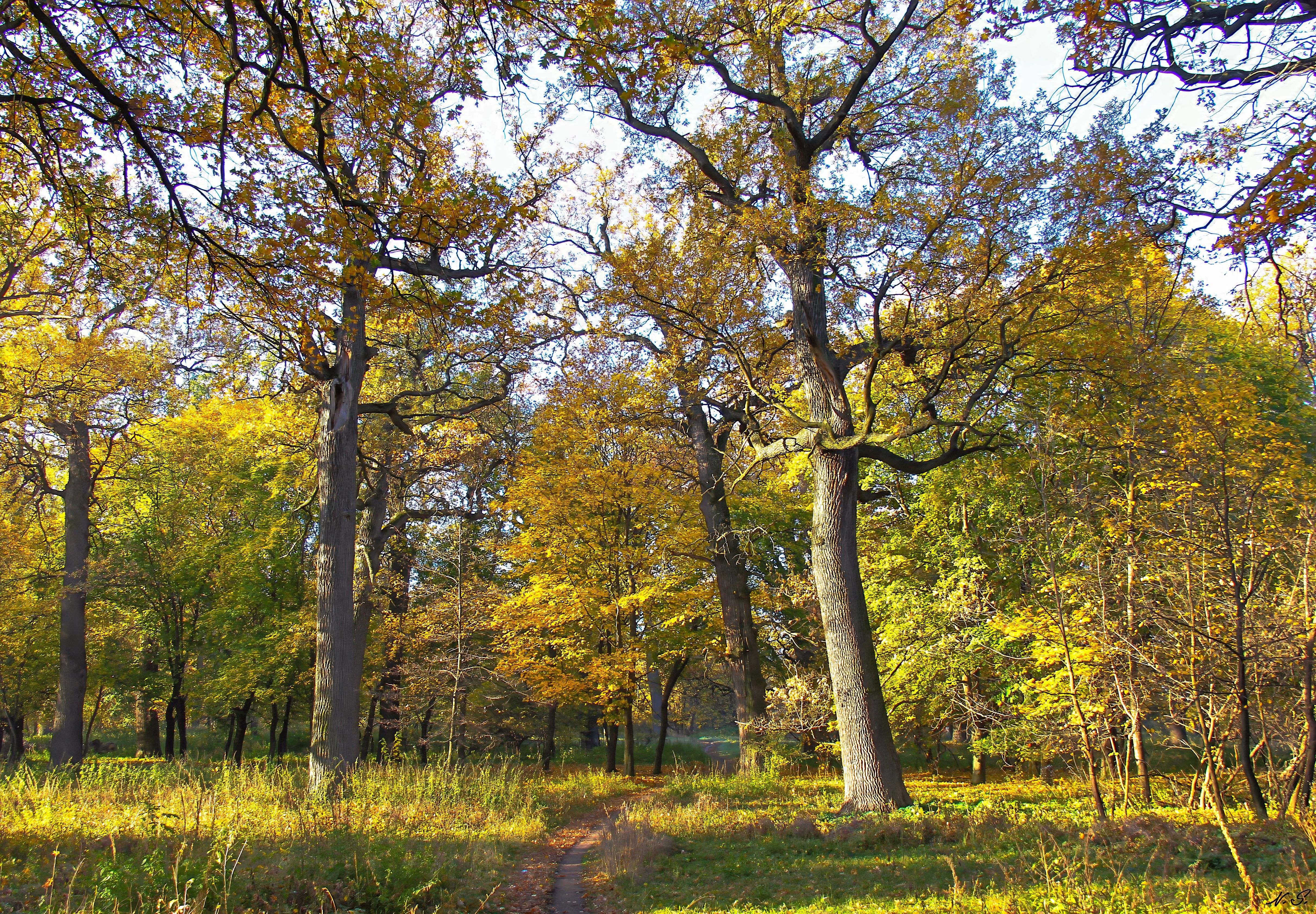
Урочище у жовтні 2012 року
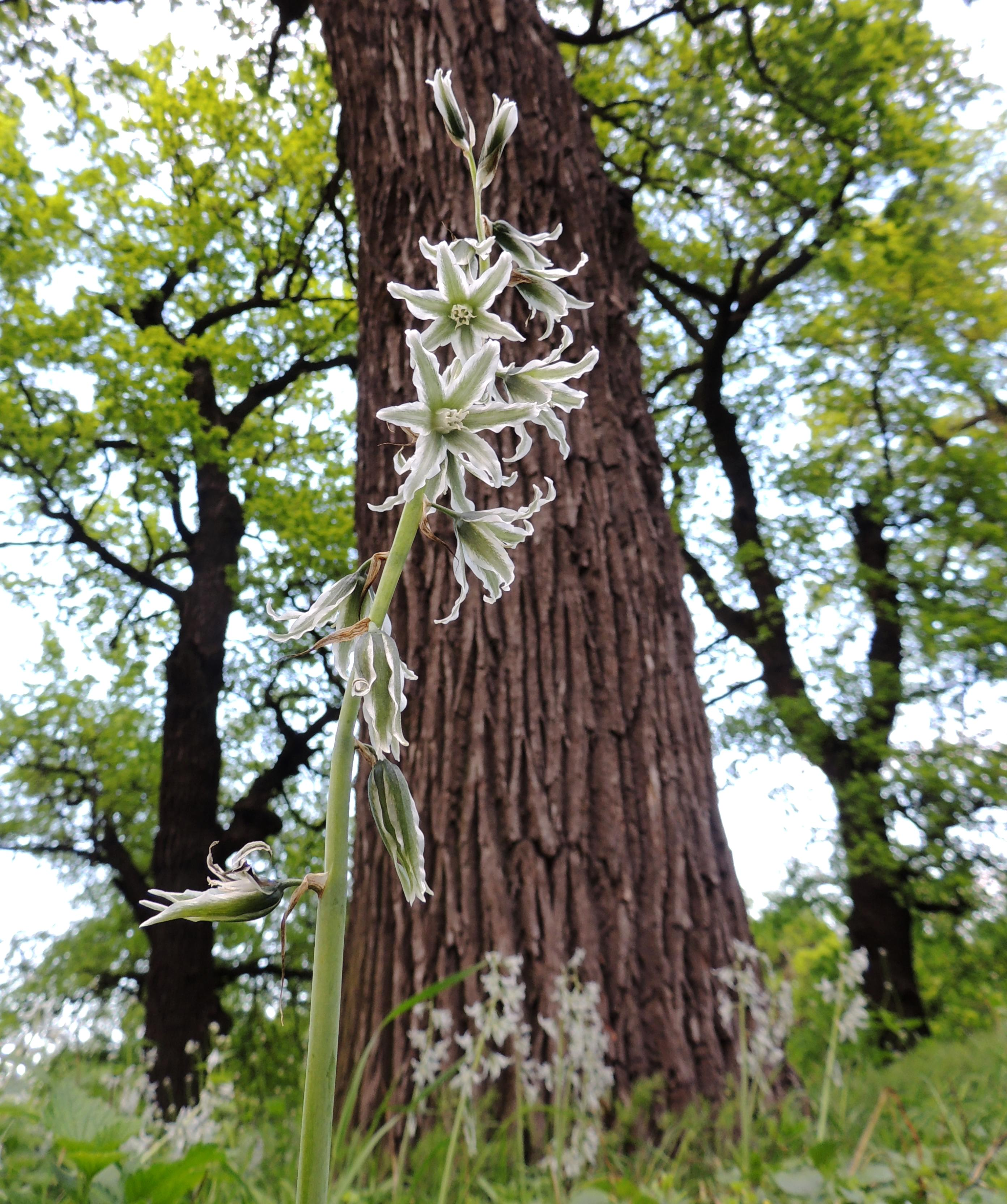
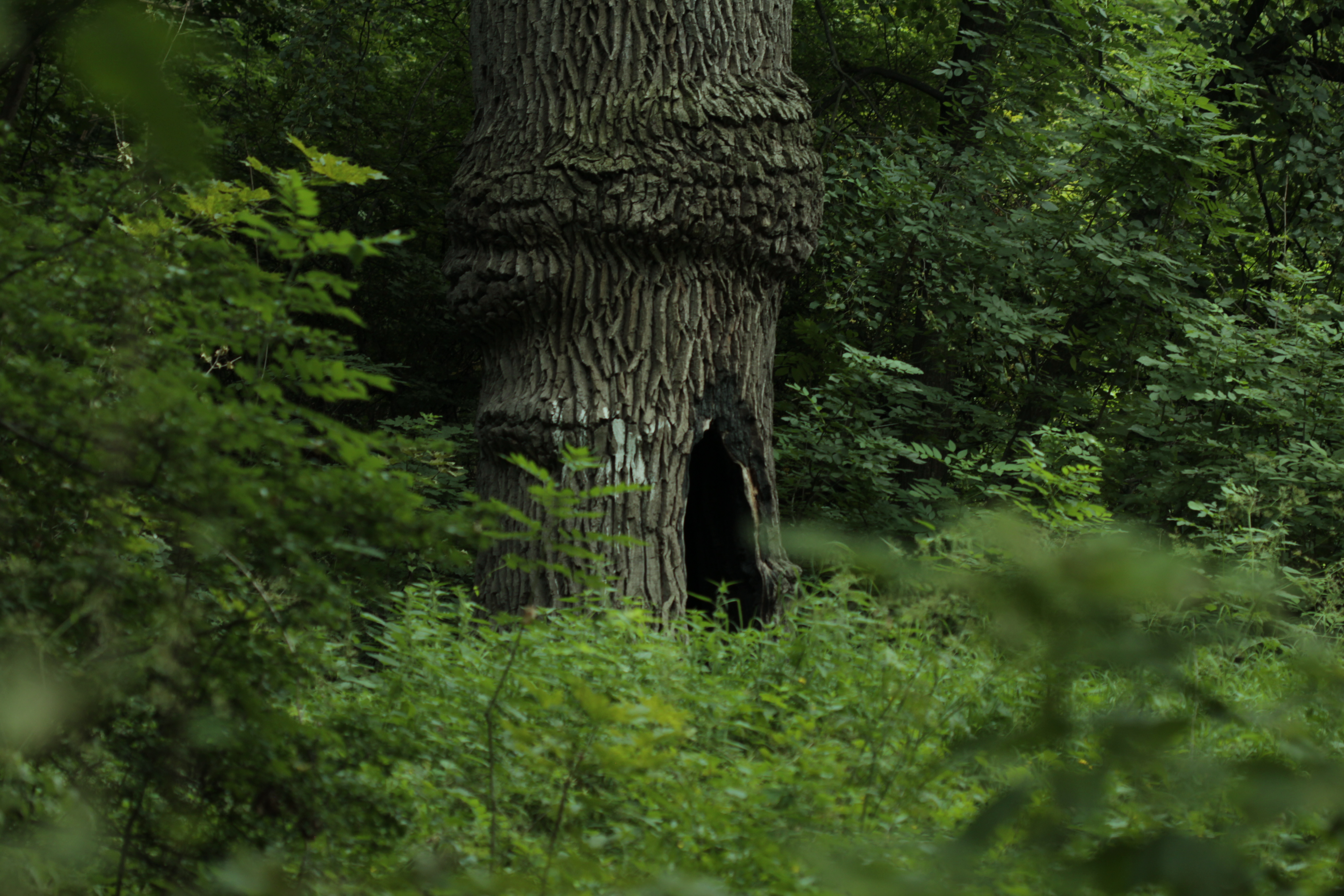
Дупло у дубі
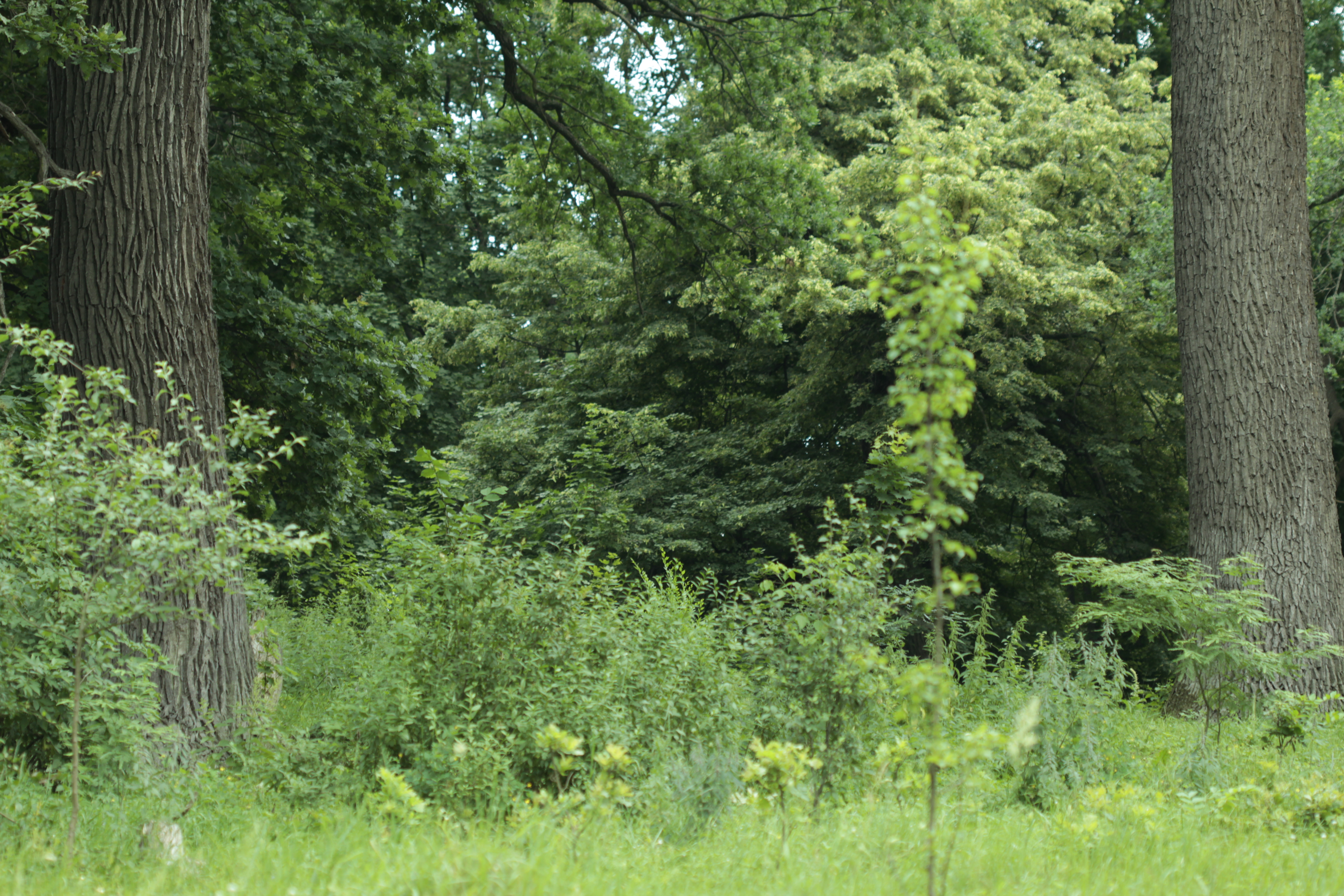